# Фијат BR.3
Фиат BR.3 (итал. Fiat B.R.3) је бомбардерски авион направљен и коришћен у Италији између два светска рата. Авион је први пут полетео 1928 или 1929. године. 

## Пројектовање и развој
У развоју сваког производа постоје двa метода еволутиван (постепен) и револуционаран (прогресиван) па тако и у развоју авиона. Типичан пример еволутивног развоја авиона је Фиатова фамилија авиона BR (Bombardiere Rosatelli). Услови за еволутиван развој су константан пројектни тим и добро пословно окружење. У овом случају то је било испуњено: пројектантски тим на челу са инжењером Челестином Розателијем (Celestino Rosatelli) и фирмом Fiat Aviazione која је била у стању да произведе све оно што је пројектантски тим замислио.
Први бомбомбардер из ове фамилије је био Фиат BR (1918.), други је био Фиат BR.1 (1924.), трећи Фиат BR.2 (1925.), четврти је Фиат BR.3 (1930.) и на крају пети Фиат BR.4 (1934.). 
Авион Фиат  је био директна модификација претходног авиона из фамилије BR.2. Споља, авион BR.3 се мало разликовао од BR.2. Мотори су остали исти - Фиат А.25, али у нешто побољшаној верзији (бис), шасија је поново побољшана, поједностављена и ојачана, а у опреми су се први пут појавили радио пријемник-предајник и панорамска камера.
У време када се пројектовала и користила ова фамилија италијанских бомбардера двокрилаца, према неким ваздухопловним историчарима у периоду од 1919. до 1939. трајало је "Златно доба авијације". У то доба је направљен изузетан напредак у аеродинамици, конструкцији и производњи авиона. Италијанско ваздухопловство је тада било међу водећим у свету, што доказује 1933. године када 24 авиона Савоја-маркети S-55X, за Светску изложбу, прелети од Италије до Чикага и назад. За овај подухват Ч. Јанић каже: "У том тренутку, ниједно ваздухопловство у свету није било способно да оствари овакав лет."
Захваљујући искуству стеченом на пројекту хидроавиона Фиат C.29, пројектантски тим инжењера Росателија је схватио да решење проблема код њихових авиона представља аеродинамика. Зато су се сконцентрисали на то да следећи модел има што је могуће мањи отпор. Потпуно редизајниран авион, добио је назив Фиат BR.4 а први пут је полетео 1934. године. За разлику од претходног модела, имао је тунелски хладњак, сличан хладњацима ловаца CR.30 и CR.32. Задржао је мотор Фијат А.25, са новом аеродинамичком капотажом, а подељени стајни трап је добио велике аеродинамике облоге на точковима. Упркос значајним аеродинамичким побољшањима, BR.4 је био преспор да би се такмичио са новом генерацијом лаких двомоторних моноплана са увлачећим стајним трапом, тако да је направљен само прототип. Пројектантски тим се преоријентисао на израду пројекта бомбардера моноплана и учествује на конкусу министарства ваздухопловства. Прототип новог бомбардера Фиата полетео је већ 1936. године и добио ознаку Фиат BR.20. Био је то двомоторни једнокрилни авион са ниским конзолним крилом и увлачећим стајним трапом, који је након испитивања ушао у серијску призводњу.

## Технички опис
Труп авиона Фиат BR.3 има просторну челичну конструкцију обавијену челичном мрежом која формира облик трупа. Укрућења челичне конструкције је обављано на два начина: у предњем делу, од мотора до пилотске кабине, који је и оптерећенији део конструкције, укрућење поља се вршило завареним дијагоналама од челичних цеви а поља конструкције иза кабине је укрућиван дијагоналним жичаним затезачима (шпанерима). Предњи део трупа у коме се налази мотор до пилотске кабине су обложени алуминијумским лимом а остатак трупа према репу је обложен шпером а репне поврђине облепљене обојеним платном. У трупу се налазе два отворена кокпита један иза другог. Пилотска кабина са ветробранским стаклом и потребним инструментаријумом за сигуран лет се налази у првом кокпиту а у другом је нишанђија бомбер који има обртни митраљез за одбрану авиона у случају напада.. Прегледност из пилотске кабине је била добра јер се хладњак налазио испред мотора.
Авион Фиат  је био опремљен 12-то цилиндричним мотором са линијским V распоредом цилиндара и течношћу хлађен Fiat A.25 снаге 1.050  (772 ). На вратилу мотора се налазила двокрака дрвена вучна елиса фиксног корака.
Крила су била металне конструкције са две рамењаче, релативно танког профила, пресвучена импрегнираним платном. Крилца за управљање авионом су се налазила само на горњим крилима. Крила нису била једнака по својим димензијама, доње крило је имало мањи размах од горњег крила, оба крила су била исте ширине и правоугаоног облика. Горња и доња крила су међусобно била повезана и укрућена V упорницама направљених од челичних цеви (Воренова греда). Спојеви предње ивице са бочним ивица крила су полукружно изведени.
Конструкције репних крила и вертикални стабилизатор као и кормило правца су била направљена од метала пресвучена платном. Хоризонтални стабилизатори су са доње стране укрућени упорницама ослоњеним на труп авиона.
Стајни трап је био, за то време, конвенционалан фиксан, бициклистичког типа, са једноставним точковима међусобно независна (нема фиксне осовине на којој су точкови). Конструкција трапа је била од заварених челичних цеви. Уклањањем фиксне осовине из стајног трапа и повећањем размака између точкова, ослободио се труп авиона за постављање бомби и торпеда. Истовремено је побољшано и олакшано полетање и слетање авиона. Испод репа, авион је имао дрвену еластичну дрљачу као трећу ослону тачку.

## Наоружање
Авион је био наоружан са два митраљеза једним фиксним напред Дарне калибра 7,5 mm и другим покретним Левис калибра 7,7 mm, монтиран на рундели другог кокпита. Укупни товар бомби које је могао да понесе овај авион је износио 600 kg.
| Наоружање авиона: Фиат         |                              |
| Ватрено (стрељачко) наоружање  |                              |
| Топ                            |                              |
| Митраљез                       |                              |
| Број и ознака митраљеза        | 1хДарне 7,5mm; 1хЛевис 7,7mm |
| Калибар                        | 7,5mm и 7,7                  |
| Бомбардерско наоружање (бомбе) |                              |
| Укупна маса                    | 600                          |
| Ракетно наоружање (ракете)     |                              |

## Верзије
- - серијски модел авиона, произведено је око 100 авиона.
- - прототип модела из 1934. године, аеродинамички побољшан авион. Није се серијски производио.

## Оперативно коришћење
Авион BR.3 је у италијанским бомбардерским ескадрилама постепено замењивао свог претходника BR.2 који је прелазио у авион за обуку и тренажу. Укупно је произведено око 100 примерака ових авиона.

### Сачувани примерци
Није сачуван ниједан примерак овог авиона.

## Земље које су користиле авион
- Италија
- Мађарска
- Република Кина